# Don Maloney
Donald Michael "Don" Maloney, född 5 september 1958, är en kanadensisk före detta professionell ishockeyforward som tillbringade 13 säsonger i den nordamerikanska ishockeyligan National Hockey League (NHL), där han spelade för ishockeyorganisationerna New York Rangers, Hartford Whalers och New York Islanders. Han producerade 564 poäng (214 mål och 350 assists) samt drog på sig 815 utvisningsminuter på 765 grundspelsmatcher. Han spelade också på lägre nivåer för New Haven Nighthawks i American Hockey League (AHL) och Kitchener Rangers i Ontario Major Junior Hockey League (OMJHL).
Maloney draftades i andra rundan i 1978 års draft av New York Rangers som 26:e spelaren totalt.
Efter spelarkarriären har han varit anställd hos New York Islanders (assisterande general manager och general manager), San Jose Sharks (talangscout), New York Rangers (vicepresident för spelarpersonalen och assisterande general manager), Hartford Wolf Pack (general manager), Kanada herrlandslag (assisterande general manager) och Phoenix/Arizona Coyotes (exekutiv vicepresident och general manager). Den 2 juni 2010 blev han utsedd till NHL:s bästa general manager när han fick motta priset NHL General Manager of the Year Award. Sedan 2016 är han anställd hos Calgary Flames, först som talangscout och sen året efter blev han vicepresident, där han understödjer presidenten Brian Burkes arbete inom Flames ishockeyverksamhet.
Han är yngre bror till Dave Maloney och svåger till Doug Sulliman, båda spelade också i NHL under sina aktiva spelarkarriärer.

## Statistik
| 1974–1975    | Kitchener Rangers    | OMJHL        | 5   | 1   | 3   | 4   | 0   | —  | —  | —  | —  | —   |
| 1975–1976    | Kitchener Rangers    | OMJHL        | 61  | 27  | 41  | 68  | 132 | 5  | 3  | 1  | 4  | 9   |
| 1976–1977    | Kitchener Rangers    | OMJHL        | 38  | 22  | 34  | 56  | 126 | —  | —  | —  | —  | —   |
| 1977–1978    | Kitchener Rangers    | OMJHL        | 62  | 30  | 74  | 104 | 143 | 9  | 4  | 9  | 13 | 40  |
| 1978–1979    | New York Rangers     | NHL          | 28  | 9   | 17  | 26  | 39  | 18 | 7  | 13 | 20 | 19  |
|              | New Haven Nighthawks | AHL          | 38  | 18  | 26  | 44  | 62  | —  | —  | —  | —  | —   |
| 1979–1980    | New York Rangers     | NHL          | 79  | 25  | 48  | 73  | 97  | 9  | 0  | 4  | 4  | 10  |
| 1980–1981    | New York Rangers     | NHL          | 61  | 29  | 23  | 52  | 99  | 13 | 1  | 6  | 7  | 13  |
| 1981–1982    | New York Rangers     | NHL          | 54  | 22  | 36  | 58  | 73  | 10 | 5  | 5  | 10 | 10  |
| 1982–1983    | New York Rangers     | NHL          | 78  | 29  | 40  | 69  | 88  | 5  | 0  | 1  | 1  | 0   |
| 1983–1984    | New York Rangers     | NHL          | 79  | 24  | 42  | 66  | 62  | 5  | 1  | 4  | 5  | 0   |
| 1984–1985    | New York Rangers     | NHL          | 37  | 11  | 16  | 27  | 32  | 3  | 4  | 0  | 4  | 2   |
| 1985–1986    | New York Rangers     | NHL          | 68  | 11  | 17  | 28  | 56  | 16 | 2  | 1  | 3  | 31  |
| 1986–1987    | New York Rangers     | NHL          | 72  | 19  | 38  | 57  | 117 | 6  | 2  | 1  | 3  | 6   |
| 1987–1988    | New York Rangers     | NHL          | 66  | 12  | 21  | 33  | 60  | —  | —  | —  | —  | —   |
| 1988–1989    | New York Rangers     | NHL          | 31  | 4   | 9   | 13  | 16  | —  | —  | —  | —  | —   |
|              | Hartford Whalers     | NHL          | 21  | 3   | 11  | 14  | 23  | 4  | 0  | 0  | 0  | 8   |
| 1989–1990    | New York Islanders   | NHL          | 79  | 16  | 27  | 43  | 47  | 5  | 0  | 0  | 0  | 2   |
| 1990–1991    | New York Islanders   | NHL          | 12  | 0   | 5   | 5   | 6   | —  | —  | —  | —  | —   |
| NHL totalt   | NHL totalt           | NHL totalt   | 765 | 214 | 350 | 564 | 815 | 94 | 22 | 35 | 57 | 101 |
| OMJHL totalt | OMJHL totalt         | OMJHL totalt | 166 | 80  | 152 | 232 | 401 | 14 | 7  | 10 | 17 | 49  |

### Internationellt
| Källa:        | Källa:        | Källa:        |         | Utv = Utvisningsminuter | Utv = Utvisningsminuter | Utv = Utvisningsminuter | Utv = Utvisningsminuter | Utv = Utvisningsminuter |
| År            | Lag           | Mästerskap    | Matcher | Mål                     | Assists                 | Poäng                   | Utv                     |                         |
| ------------- | ------------- | ------------- | ------- | ----------------------- | ----------------------- | ----------------------- | ----------------------- | ----------------------- |
| 1985          | Kanada        | VM            | 8       | 1                       | 1                       | 2                       | —                       |                         |
| Senior totalt | Senior totalt | Senior totalt | 8       | 1                       | 1                       | 2                       | —                       |                         |